# Représentations de e
Cet article porte sur les représentations du nombre e, importante constante mathématique.
Elle peut être obtenue de différentes manières en tant que nombre réel. Puisque e est un nombre irrationnel, il ne peut être représenté par une fraction ordinaire, mais peut l'être par une fraction continue. En s'appuyant sur les résultats du calcul infinitésimal, e peut aussi être obtenu comme sommes de séries, comme produits infinis et comme limites de suites.

## Comme fractions continues
Contrairement au nombre {\displaystyle \pi }, le développement du nombre e en fraction continue simple possède une certaine régularité :
{\displaystyle {\rm {e}}=[2;1,{\textbf {2}},1,1,{\textbf {4}},1,1,{\textbf {6}},1,1,{\textbf {8}},1,\ldots ,1,{\textbf {2n}},1,\ldots ]\,}.
La suite des coefficients est donnée par la suite A003417 de l'OEIS ; une démonstration est proposée dans l'article « Fraction continue et approximation diophantienne ».
Voici quelques développements en fraction continue généralisée (en notation de Pringsheim). Le deuxième est déduit du premier par conversion. Le troisième, qui converge très rapidement, est un cas particulier du quatrième.
{\displaystyle {\rm {e}}=2+{\frac {1\mid }{\mid 1}}+{\frac {1\mid }{\mid 2}}+{\frac {2\mid }{\mid 3}}+{\frac {3\mid }{\mid 4}}+{\frac {4\mid }{\mid \cdots }}}
{\displaystyle {\rm {e}}=2+{\frac {2\mid }{\mid 2}}+{\frac {3\mid }{\mid 3}}+{\frac {4\mid }{\mid 4}}+{\frac {5\mid }{\mid 5}}+{\frac {6\mid }{\mid \cdots }}}
{\displaystyle {\rm {e}}=1+{\frac {2\mid }{\mid 1}}+{\frac {1\mid }{\mid 6}}+{\frac {1\mid }{\mid 10}}+{\frac {1\mid }{\mid 14}}+{\frac {1\mid }{\mid \cdots }}}
{\displaystyle {\rm {e}}^{x/y}=1+{\frac {2x\mid }{\mid 2y-x}}+{\frac {x^{2}\mid }{\mid 6y}}+{\frac {x^{2}\mid }{\mid 10y}}+{\frac {x^{2}\mid }{\mid 14y}}+{\frac {x^{2}\mid }{\mid \cdots }}}

## Comme sommes de séries
La constante e est aussi égale à la somme de ces séries :
{\displaystyle {\rm {e}}=\sum _{k=0}^{\infty }{\frac {1}{k!}}}
{\displaystyle {\rm {e}}=\left(\sum _{k=0}^{\infty }{\frac {(-1)^{k}}{k!}}\right)^{-1}}
{\displaystyle {\rm {e}}=\left(\sum _{k=0}^{\infty }{\frac {1-2k}{(2k)!}}\right)^{-1}}
{\displaystyle {\rm {e}}={\frac {1}{2}}\sum _{k=0}^{\infty }{\frac {k+1}{k!}}}
{\displaystyle {\rm {e}}=2\sum _{k=0}^{\infty }{\frac {k+1}{(2k+1)!}}}
{\displaystyle {\rm {e}}=\sum _{k=0}^{\infty }{\frac {3-4k^{2}}{(2k+1)!}}}
{\displaystyle {\rm {e}}=\sum _{k=0}^{\infty }{\frac {(3k)^{2}+1}{(3k)!}}}
{\displaystyle {\rm {e}}=\left[\sum _{k=0}^{\infty }{\frac {4k+3}{2^{2k+1}\,(2k+1)!}}\right]^{2}}
{\displaystyle {\rm {e}}=-{\frac {12}{\pi ^{2}}}\left[\sum _{k=1}^{\infty }{\frac {1}{k^{2}}}\ \cos \left({\frac {9}{k\pi +{\sqrt {k^{2}\pi ^{2}-9}}}}\right)\right]^{-1/3}}
{\displaystyle {\rm {e}}=\sum _{k=1}^{\infty }{\frac {k^{2}}{2(k!)}}}
{\displaystyle {\rm {e}}=\sum _{k=1}^{\infty }{\frac {k^{3}}{5(k!)}}}
{\displaystyle {\rm {e}}=\sum _{k=1}^{\infty }{\frac {k^{4}}{15(k!)}}}
{\displaystyle {\rm {e}}=\sum _{k=1}^{\infty }{\frac {k^{n}}{B_{n}(k!)}}} où Bn est le n-ième nombre de Bell.

## Comme produits infinis
La constante e est aussi donnée par plusieurs produits infinis, dont le produit de Catalan (1875) : 
{\displaystyle {\rm {e}}={\sqrt[{1}]{\frac {2}{1}}}\cdot {\sqrt[{2}]{\frac {4}{3}}}\cdot {\sqrt[{4}]{\frac {6\cdot 8}{5\cdot 7}}}\cdot {\sqrt[{8}]{\frac {10\cdot 12\cdot 14\cdot 16}{9\cdot 11\cdot 13\cdot 15}}}\cdots ,} le produit de Pippenger (voir la suite A084148 de l'OEIS et la suite A084149 de l'OEIS)
{\displaystyle {\rm {e}}=2\left({\frac {2}{1}}\right)^{1/2}\left({\frac {2}{3}}\;{\frac {4}{3}}\right)^{1/4}\left({\frac {4}{5}}\;{\frac {6}{5}}\;{\frac {6}{7}}\;{\frac {8}{7}}\right)^{1/8}\cdots }
et le produit de Guillera :
{\displaystyle {\rm {e}}=\left({\frac {2}{1}}\right)^{1/1}\left({\frac {2^{2}}{1\cdot 3}}\right)^{1/2}\left({\frac {2^{3}\cdot 4}{1\cdot 3^{3}}}\right)^{1/3}\left({\frac {2^{4}\cdot 4^{4}}{1\cdot 3^{6}\cdot 5}}\right)^{1/4}\cdots ,}
où le n-ième facteur est la racine n-ième du produit 
{\displaystyle \prod _{k=0}^{n}(k+1)^{(-1)^{k+1}{n \choose k}}.}
Il y a aussi le produit infini :
{\displaystyle {\rm {e}}={\frac {2\cdot 2^{(\ln(2)-1)^{2}}\cdots }{2^{\ln(2)-1}\cdot 2^{(\ln(2)-1)^{3}}\cdots }}}
ainsi que :
{\displaystyle \mathrm {e} =\prod _{n=1}^{\infty }{\frac {a_{n}+1}{a_{n}}}={\frac {2}{1}}\cdot {\frac {5}{4}}\cdot {\frac {16}{15}}\cdot {\frac {65}{64}}\cdots } où {\displaystyle (a_{n})} est définie par {\displaystyle a_{0}=0,a_{n}=n(a_{n-1}+1)}, suite  A007526 ; la formule vient du fait que {\displaystyle \prod _{n=1}^{N}{\frac {a_{n}+1}{a_{n}}}=\sum _{n=0}^{N}{\frac {1}{n!}}}.

## Comme limites de suites
La constante e est égale à plusieurs limites de suites dont la plus connue est :
{\displaystyle {\rm {e}}=\lim _{n\to \infty }\left(1+{\frac {1}{n}}\right)^{n}}.
Cette formule reste valable quand {\displaystyle n\to -\infty } ou si on remplace n entier par x réel.
La formule de Stirling permet d'obtenir :
{\displaystyle {\rm {e}}=\lim _{n\to \infty }{\frac {n}{\sqrt[{n}]{n!}}}} .
La limite symétrique :
{\displaystyle {\rm {e}}=\lim _{n\to \infty }\left[{\frac {(n+1)^{n+1}}{n^{n}}}-{\frac {n^{n}}{(n-1)^{n-1}}}\right]}
peut être obtenue en manipulant la première limite ci-dessus.
Une autre limite est :
{\displaystyle {\rm {e}}=\lim _{n\to \infty }(p_{n}\#)^{1/p_{n}}}
où {\displaystyle p_{n}} est le n-ième nombre premier et {\displaystyle p_{n}\#} est sa primorielle.
L'élégante expression :
{\displaystyle {\rm {e}}=\lim _{n\to \infty }{\frac {n!}{!n}}}
où {\displaystyle !n} est la sous-factorielle de n, est en fait une autre écriture de l'égalité {\displaystyle {\rm {e}}=\left(\sum _{k=0}^{\infty }{\frac {(-1)^{k}}{k!}}\right)^{-1}}.